# Бібліотечний форум України
«Бібліотечний форум України» — всеукраїнський інформаційний щоквартальний журнал, заснований Товариством з обмеженою відповідальністю «Науково-виробниче підприємство „Ідея“» (ТОВ «НВП „Ідея“») у 2003 році. Виходив друком до 2015 року.
Концепція журналу базується на багатоплановому висвітленні актуальних проблем роботи бібліотек. Перевага надається проблемним статтям, що розкривають актуальні проблеми окремої бібліотеки, системи бібліотек або в цілому бібліотечної справи. Журнал є дискусійним клубом для теоретиків і бібліотекарів-практиків різних типів і видів бібліотек.
Основні рубрики журналу: законодавче регулювання галузі культури; стандартизація бібліотечної галузі; бібліотекознавство; наукова і науково-дослідна діяльність бібліотек; автоматизація бібліотечних процесів; Інтернет-технології в бібліотеках; інформаційні ресурси бібліотек; бібліотечно-бібліографічне обслуговування; мережа бібліотек; бібліотечна освіта, підвищення кваліфікації; ювілеї бібліотек, бібліотечні форуми, конференції; досвід зарубіжних країн. У журналі подається дайджест законодавчих і нормативних документів стосовно галузі культури, прийнятих за квартал, надаються консультації юристів, фахівців і матеріали на допомогу керівнику.
Авторами журналу є відомі науковці-бібліотекознавці — доктори наук: В. Ільганаєва, А. Соляник, Л. Філіппова, А. Чачко; кандидати наук: Ю. Артемов, О. Башун, О. Виноградова, Т. Коваль, В. Пашкова, Г. Саприкін, В. Скнар, Н. Стрішенець, І. Шевченко, В. Ярощук; заслужені працівники культури: О. Гаращенко, Г. Гречко, Л. Ковальчук, Т. Ярошенко та інші; теоретик і автор декількох книг щодо роботи бібліотек вищих навчальних закладів В. Дригайло та багато практиків бібліотечних закладів. У журналі публікувались статті авторів із Болгарії, Великої Британії, Італії, Литви, Польщі, Росії, США, Фінляндії.
Протягом п'яти років у журналі надруковано понад 250 статей, обсяг кожного номера — до 80 сторінок. Мова видання — українська, проте окремі статті, подані авторами російською, друкуються мовою оригіналу.
Головний редактор журналу — Якобсон І. Н., директор ТОВ «НВП „Ідея“», випусковий редактор — Башун О. В., кандидат педагогічних наук.
З липня 2015 року журнал припинив своє існування у зв'язку із закриттям ТОВ «НВП „Ідея“», засновника журналу. 
21 грудня 2015 року зареєстровано журнал «Бібліотечний форум: історія, теорія і практика» Башун О. В. і журнал виходить в тому ж форматі зі збереженням попередньої редакційної політики. 